# Hotel 13
Hotel 13 was een Duitse soapserie voor kinderen, die uitgezonden werd door Nickelodeon van 3 september 2012 tot 25 april 2014. De serie werd geproduceerd door Nickelodeon en Studio 100 en is in het Nederlands nagesynchroniseerd.

## Seizoenen van de televisie en de dvd's

### Televisieafleveringen
| Seizoen | Afleveringen | Deel | Afleveringen | Uitzendingen                       | Titellied | Naam van seizoensdeel          | Titel van het boek                                 |
| ------- | ------------ | ---- | ------------ | ---------------------------------- | --------- | ------------------------------ | -------------------------------------------------- |
| 1       | 120          | 1    | 70 (1-70)    | 3 september 2012 – 7 december 2012 | Hotel 13  | Het avontuur begint            | Het mysterie van kamer 13 / Reis naar het verleden |
| 1       | 120          | 2    | 50 (71-120)  | 18 februari 2013 – 26 april 2013   | Hotel 13  | Het raadsel van de tijdmachine | Reis naar het verleden / Race tegen de tijd        |
| 2       | 56           | 1    | 56 (121-176) | 10 februari 2014 – 25 april 2014   | Hotel 13  | De gestolen tijdmachine        | De ontknoping                                      |

### Dvd-afleveringen
| Seizoen | Afleveringen | Deel | Afleveringen | Uitzendingen                       | Titelsong | Naam van seizoensdeel          | Titel van het boek        |
| ------- | ------------ | ---- | ------------ | ---------------------------------- | --------- | ------------------------------ | ------------------------- |
| 1       | 120          | 1    | 40 (1-40)    | 3 september 2012 – 26 oktober 2012 | Hotel 13  | Het avontuur begint            | Het mysterie van kamer 13 |
| 1       | 120          | 2    | 40 (41-80)   | 29 oktober 2012 – 1 maart 2013     | Hotel 13  | Het raadsel van de tijdmachine | Reis naar het verleden    |
| 1       | 120          | 3    | 40 (81-120)  | 4 maart 2013 – 26 april 2013       | Hotel 13  | Het raadsel van de tijdmachine | Race tegen de tijd        |
| 2       | 56           | 1    | 28 (121-148) | 10 februari 2014 – 18 maart 2014   | Hotel 13  | De gestolen tijdmachine        | De ontknoping             |
| 2       | 56           | 2    | 28 (149-176) | 19 maart 2014 – 25 april 2014      | Hotel 13  | De gestolen tijdmachine        | De ontknoping             |

## Verhaal
De eerste eigenaar van Hotel 13 was Robert Leopold, die het hotel in de jaren 1910 samen met zijn jonge zoon Paul Leopold feestelijk opende. Toen Robert in 1927 bij een ongeluk met een koets om het leven kwam, werd Paul de nieuwe eigenaar van het hotel. Paul werd later opgevolgd door zijn zoon, Richard Leopold. Na de verdwijning in 2014 van Richard, de vader van Jack Leopold, werd niet Jack de eigenaar van het hotel, maar Ruth Melle (geen familielid).

### Seizoen 1
In Hotel 13 beleven zes jongeren (Tom, Anna, Liv, Flo, Victoria en Jack) een spannende zomer. De 15-jarige Tom Kepler, die in het hotel werkt, kreeg 8 jaar geleden een brief van Magellaan (zichzelf maar dan van de toekomst) waarin hij de opdracht kreeg om kamer 13 te zoeken. Dat doet hij samen met Anna en Liv. Jack en zijn vader Richard zoeken ook naar kamer 13 en daarom zijn Tom, Anna en Liv concurrenten van Jack en zijn vader. In kamer 13 staat een klok en achter die klok is er een geheime kelder waar een tijdmachine staat. Ze gebruiken de tijdmachine en reizen 85 jaar terug in de tijd, naar het jaar 1927, waar ze een groot avontuur beleven. Anna verliest in 1927 haar geheugen door een koetsongeluk. Tom, Liv en Diederik (nieuw lid) moeten dit voorkomen door bij het ongeluk te zijn maar eerst moeten  ze de tijdregelaar vinden, die Robert heeft verstopt. De 100-jarige mevrouw Hennings (Anna) weet waar de tijdregelaar is en daardoor kunnen Tom, Liv en Diederik de tijdregelaar op een begraafplaats vinden. Zo kunnen ze Anna's ongeluk voorkomen. Richard is in de laatste aflevering naar kamer 13 gegaan en ontdekt de geheime kelder. Hij stelt de tijdregelaar in op 30 jaar geleden en reist terug in de tijd....

### Hotel 13: Rock 'n' Roll Highschool
Na de zomer leest Tom een krant die plotseling verdwijnt. Sandra is een meisje uit de jaren vijftig (1954) dat aan een film meedoet. Zij is door een tijdmachine in het heden gekomen. Het blijkt dat als zij niet naar haar tijd terugkeert en meedoet met de film, Hotel 13 zal verdwijnen en Tom en Anna elkaar nooit ontmoet zullen hebben. Sandra durft echter niet mee te doen. Daarom zal Anna, die erg op haar lijkt, haar vervangen. Sandra heeft echter concurrentie: Carmen, die ook mee wil doen aan de film en een hekel aan Sandra heeft. Uiteindelijk wint 'Sandra', dus Hotel 13 zal niet verdwijnen. Sandra nodigt Tom, Anna en Liv voor haar show. Tom, Anna en Liv reizen terug naar het heden om te zien of alles gelukt is. Daarna gaan ze terug naar de geheime kelder in kamer 13, maar plots is de tijdmachine verdwenen.

### Seizoen 2
Na de verdwijning van de tijdmachine moeten Tom, Anna en Liv hem terugvinden. Richard Leopold blijkt met de tijdmachine naar de jaren tachtig te zijn gereisd. Doordat hij geen gereedschap bij zich had om terug naar het heden te gaan, zat hij vast in het verleden. Daardoor wist hij altijd vooraf wat er de volgende dag ging gebeuren. In de loop der jaren richtte Richard Leopold het Lepton Concern op. Richard Leopold is van plan om van Hotel 13 een tijdreispark te maken, door met de hulp van meneer Rasmussen, die maritiem archeoloog is, bekende mensen uit het verleden te halen. Tom, Liv en Anna steken daar een stokje voor. Doordat er zoveel van de tijdmachine gebruik is gemaakt dreigt de wereld te vergaan. Dit kan alleen voorkomen worden door de tijdmachine te resetten. Door dit te doen ontstaat er een nieuwe tijdlijn, waarin er nooit een tijdmachine heeft bestaan, Richard Leopold nooit is verdwenen, Lenny Bode de eigenaar van het hotel is en Ruth Melle de kok. Anna en Liv werken in het hotel. Als Anna en Tom elkaar voor het eerst tegenkomen, althans in deze tijdlijn, klikt het meteen en zo is er toch nog een goeie afloop.

## De kaarten van Richard Leopold
Richard Leopold is de eigenaar van Hotel 13. Richard houdt van orde en regels en verlangt dat zijn personeel zich ook aan de regels houdt. Richard wil dat het personeel exact om 12 minuten over 8 aan de keukentafel zit om de ochtendinstructies door te nemen. Als het personeel zich niet aan de regels houdt, krijgt/krijgen het/de betreffende personeelslid/-leden een gele of een rode kaart. Als Richard Leopold een gouden kaart opsteekt of geeft dan heeft/hebben het/de personeelslid/-leden iets goed gedaan. Er is maar één regel die voor elk personeelslid behalve voor Jack Leopold en Ruth Melle geldt: geen enkel personeelslid mag in het kantoor van Richard Leopold komen. Waarschijnlijk verbergt Richard iets en daarnaast heeft hij een geheime agenda.
De betekenis van de kaarten:
De gouden kaartAls Richard Leopold een gouden kaart tevoorschijn haalt, dan heeft/hebben het/de personeelslid/-leden iets heel goed gedaan. Een gouden kaart maakt een rode kaart ongeldig.
De gele kaartAls Richard Leopold een gele kaart opsteekt, dan heeft het personeel een lichte overtreding begaan. Ze moeten dan vervelende klusjes doen of ze krijgen strafcorvee.
De rode kaartAls Richard Leopold een rode kaart opsteekt, dan heeft een personeelslid een zware overtreding begaan of het te bont gemaakt. Dat personeelslid wordt dan ontslagen.

## Rolverdeling

### Hoofdrollen
| Personage              | Acteur/actrice     | Nederlandse stem   | Afleveringen        | Seizoen | Periode           |
| ---------------------- | ------------------ | ------------------ | ------------------- | ------- | ----------------- |
| Tom Kepler             | Patrick Baehr      | Roel Dirven        | 1-176               | 1-2     | 2012-2014         |
| Anna Jung              | Carola Schnell     | Sanne Bosman       | 1-176               | 1-2     | 2012-2014         |
| Jack Leopold           | Gerrit Klein       | Stephan Holwerda   | 1-120               | 1       | 2012-2013         |
| Jack Leopold           | Lion Wasczyk       | Stephan Holwerda   | 121-176             | 2       | 2014              |
| Flo Tuba               | Marcel Glauche     | Sander Vissers     | 1-120, 159, 161-167 | 1-2     | 2012-2014         |
| Victoria von Lippstein | Hanna Scholz       | Kirsten Fennis     | 2-120, 150-168      | 1-2     | 2012-2014         |
| Liv Sonntag            | Julia Schälfle     | Leonoor Koster     | 4-120, (121)        | 1, (2)  | 2012-2013, (2014) |
| Liv Sonntag            | Sarah Thonig       | Leonoor Koster     | 121-176             | 2       | 2014              |
| Noah                   | Jan-Hendrik Kiefer | Trevor Reekers     | 121-176             | 2       | 2014              |
| Zoë                    | Jamie Watson       | Jeske van de Staak | 129-176             | 2       | 2014              |

### Bijrollen
| Personage                                           | Acteur/actrice          | Nederlandse stem               | Afleveringen             | Seizoen | Periode   |
| --------------------------------------------------- | ----------------------- | ------------------------------ | ------------------------ | ------- | --------- |
| Richard Leopold                                     | Peter Nottmeier         | Hein van Beem                  | 1-104, 110-112, 117-120  | 1       | 2012-2013 |
| De heer Christo                                     | Pierre Shrady           | Hein van Beem                  | 105-117                  | 1       | 2013      |
| De heer Christo                                     | Peter Nottmeier         | Hein van Beem                  | 105-117                  | 1       | 2013      |
| Mr. Lepton/Richard Leopold                          | Siegfried Kernen        | Hein van Beem                  | 136-166, 167-176         | 2       | 2014      |
| Lenny Bode                                          | Jörg Moukaddam          | Simon Zwiers                   | 1-176                    | 1-2     | 2012-2014 |
| Ruth Melle                                          | Ilka Teichmüller        | Hildegard van Nylen            | 1-176                    | 1-2     | 2012-2014 |
| Mevrouw Hennings                                    | Alice Toen              | Maria Lindes                   | 2-119                    | 1       | 2012-2013 |
| Robert Leopold                                      | Peter Nottmeier         | Just Meijer                    | 29-71, (72), 117-119     | 1       | 2012-2013 |
| Paul Leopold                                        | Daniel Littau           | Jaap Strijker                  | 29-30, 34, 68-120        | 1       | 2012-2013 |
| Professor T. Magellan                               | Mario Weiss             | Jan Nonhof                     | 30-69, 80, 117-120, 162  | 1, (2)  | 2012-2014 |
| Winston von Burghart                                | Lucas Tavernier         | Rop Verheijen                  | 38, 56, 72-120           | 1       | 2012-2013 |
| Diederich von Burghart                              | Sebastian Bender        | Jeroen van Venrooij            | 38, 49, 54-56, 68-120    | 1       | 2012-2013 |
| De verpleegster van Mevrouw Hennings                | Dana Cebulla            | Kiki Koster                    | 47-49, 58-63             | 1       | 2012      |
| Lilly Bode/De oma van Lenny Bode                    | Ela Paul                | Melise de Winter               | 49, 54-56                | 1       | 2012      |
| Mr. X en de broer van Petronella                    | Stefan Sattler          | Sander de Heer                 | 49, 54-56, 72-120        | 1       | 2012-2013 |
| Mevrouw Foster/Frida Foster                         | Brit Gulland            | Marloes van den Heuvel         | 49-53                    | 1       | 2012      |
| Suzie                                               | Sonja Bruns             | Daphne Groot                   | 50-53                    | 1       | 2012      |
| De mysterieuze koetsier                             | Peter Clös              | Lucas Dietens                  | 70-71, 74, 119           | 1       | 2012-2013 |
| Caro/Dikkie Bode/het nichtje van Lenny Bode         | Mira Herold             | Desi van Doeveren              | 75-120                   | 1       | 2013      |
| Petronella Pastel en de zus van Mr. X               | Maren Rossberg          | Jannemien Cnossen              | 85-105                   | 1       | 2013      |
| Davy von Burghart, de achterkleinzoon van Diederich | Hans Brand              | Giovanni Claes                 | 96-104                   | 1       | 2013      |
| Regisseur (heden)                                   | Jochen Alexander Wigand | Job Bovelander                 | Rock 'n' Roll highschool | -       | 2013      |
| Sandra                                              | Carola Schnell          | Anke Kuypers                   | Rock 'n' Roll highschool | -       | 2013      |
| Body Double Anna/Sandra                             | Quirina Steenacker      | Anke Kuypers                   | Rock 'n' Roll highschool | -       | 2013      |
| Regisseur (verleden)                                | Georg Lenzen            | Ad Knippels                    | Rock 'n' Roll highschool | -       | 2013      |
| Alfred                                              | Paul Falk               | Sander van Amsterdam           | Rock 'n' Roll highschool | -       | 2013      |
| Carmen                                              | Clara Dolny             | Nine Meijer                    | Rock 'n' Roll highschool | -       | 2013      |
| Veiligheidsmedewerker                               | Matthias van den Berg   | Has Drijver                    | Rock 'n' Roll highschool | -       | 2013      |
| David Valletta                                      | Jeremy Mockridge        | Vanja Rukavina                 | Rock 'n' Roll highschool | -       | 2013      |
| Lisa                                                | Friederike Linka        | Tilly Sanichar - van Herwijnen | Rock 'n' Roll highschool | -       | 2013      |
| Leif Rasmussen/Xenon 35                             | Klaus Nierhoff          | Huub Dikstaal                  | 121-171                  | 2       | 2014      |
| Simon de piraat                                     | Dominik Paul Weber      | Jakob Krabbé                   | 121-144                  | 2       | 2014      |
| Geheim agent YB32                                   | Karel Vingerhoets       | Ewout Eggink                   | 121-129, 148-158         | 2       | 2014      |
| Geheim agent YB272                                  | onbekend                | Ad Knippels                    | 125-129, 154-158         | 2       | 2014      |
| Handlanger van Lepton                               | Bernardus Manders       | Bernardus Manders              | 129-155                  | 2       | 2014      |
| YB12                                                | Aram van de Rest        | Alexander de Bruijn            | 158-163, 169-176         | 2       | 2014      |

### Gastrollen
| Personage                             | Acteur/actrice      | Nederlandse stem                                        | Afleveringen      | Seizoen | Periode   |
| ------------------------------------- | ------------------- | ------------------------------------------------------- | ----------------- | ------- | --------- |
| De jonge Tom Kepler                   | Edon Rexhepi        | Nathan van der Horst                                    | 1                 | 1       | 2012      |
| Marion Kepler                         | Antje Mairich       | Marjolein Algera                                        | 1                 | 1       | 2012      |
| Serena von Lippstein                  | Karen Hempel        | Irma Hartog                                             | 5, 13, 74-77      | 1       | 2012-2013 |
| Mark                                  | Jan-David Bürger    | Marijn Klaver                                           | 11, 14-15         | 1       | 2012      |
| Louise                                | onbekend            | Daphne Groot                                            | 15                | 1       | 2012      |
| Brandon Goodman                       | Rick Mackenbach     | Stephan der Kinderen                                    | 21-25             | 1       | 2012      |
| Steven Fuller                         | Fredrik Jan Hofmann | Sjoerd Oomen                                            | 24, 25            | 1       | 2012      |
| Vincent Evermore                      | Willy Seidel        | Jim Berghout                                            | 26-30             | 1       | 2012      |
| Lucas Tuba, het neefje van Flo Tuba   | Maximilian Mezer    | Nathan van der Horst                                    | 31-33             | 1       | 2012      |
| Maurice Ravel                         | onbekend            | Jim Berghout                                            | 34, 35            | 1       | 2012      |
| Elias Mozzarella                      | onbekend            | Finn Poncin                                             | 36, 40            | 1       | 2012      |
| De heer Mehling                       | onbekend            | Joost Claes                                             | 41, 42            | 1       | 2012      |
| Danny                                 | Laura Maria Heid    | Meghna Kumar                                            | 45, 46            | 1       | 2012      |
| De heer Grondslinger                  | onbekend            | onbekend                                                | 51                | 1       | 2012      |
| Mevrouw Grondslinger                  | onbekend            | onbekend                                                | 51                | 1       | 2012      |
| Dove man                              | onbekend            | Kees Van Lier                                           | 54-55             | 1       | 2012      |
| Receptionist, Benjamin (verleden)     | onbekend            | Joost Claes                                             | 54-56, 69-119     | 1       | 2012-2013 |
| Stella                                | Mathilda Hadem      | Ysze van Horsen                                         | 58-60             | 1       | 2012      |
| Producent en vader van Stella         | onbekend            | Jelle Amersfoort                                        | 58-60             | 1       | 2012      |
| Madam Mara                            | Gabriele Schulze    | Marianne Vloetgraven                                    | 62, 63            | 1       | 2012      |
| Dokter van meneer Leopold             | onbekend            | Ilse Warringa                                           | 64                | 1       | 2012      |
| Ricardo                               | Marcel Saibert      | onbekend                                                | 66-70             | 1       | 2012      |
| De eigenaar van Café Albatros         | Michael-Che Koch    | Wiebe-Pier Cnossen                                      | 67                | 1       | 2012      |
| Dokter bij het ongeluk                | onbekend            | Has Drijver                                             | 71                | 1       | 2012      |
| Ambulancier bij het ongeluk           | onbekend            | Jürgen Theuns                                           | 71                | 1       | 2012      |
| Politieagent bij het ongeluk          | onbekend            | Has Drijver                                             | 71                | 1       | 2012      |
| Verpleegster Louise (verleden)        | Quirina Steenacker  | Leonoor Koster                                          | 71-75             | 1       | 2013      |
| Verpleegster (verleden)               | Britta Beck         | Nathalie Haneveld                                       | 71-75             | 1       | 2013      |
| De jonge Paul Leopold                 | onbekend            | Jelle Stout                                             | 72                | 1       | 2013      |
| Dokter Müller                         | onbekend            | Leo Richardson                                          | 73                | 1       | 2013      |
| Notaris                               | Leonhard Mader      | Jan Elbertse                                            | 76-80             | 1       | 2013      |
| Vinke                                 | Clara Gerst         | Dilara Horuz                                            | 77                | 1       | 2013      |
| Kamermeisje Marie (verleden)          | onbekend            | Isabel Commandeur                                       | 80-83             | 1       | 2013      |
| Jack Leopold III. (CIA)               | Henning Kober       | Has Drijver                                             | 81-95             | 1       | 2013      |
| Vice-president van Amerika            | onbekend            | onbekend                                                | 87-89             | 1       | 2013      |
| Debbie                                | Nele Hannah Facklam | Janneke de Groot                                        | 87-90             | 1       | 2013      |
| Righi                                 | Oskar Keymer        | Didier Klip                                             | 87-90             | 1       | 2013      |
| Mevrouw Jung, de moeder van Anna Jung | Christina Beyerhaus | Hymke de Vries                                          | 90-92             | 1       | 2013      |
| Kerkhofbewaker                        | Dirk Bosschaert     | Dirk Bosschaert                                         | 100-101, 107-108  | 1       | 2013      |
| Sigmund Freud                         | Harry Wolff         | Stan Limburg                                            | 106-108           | 1       | 2013      |
| Helena                                | Madlen Kaniuth      | Kiki Koster                                             | 110, 111          | 1       | 2013      |
| Privédetective van Winston            | onbekend            | onbekend                                                | 110-112, 114, 120 | 1       | 2013      |
| Nieuwslezer uit 2060                  | onbekend            | Mark Haayema                                            | 121               | 2       | 2014      |
| Fotojournalist, Magnus Maeterlinck    | Markus Klauk        | Paul Disbergen                                          | 135-146           | 2       | 2014      |
| Persfotograaf                         | onbekend            | Reinder van der Naalt                                   | 136               | 2       | 2014      |
| Een moeder                            | Bettina Berger      | onbekend                                                | 138               | 2       | 2014      |
| Floyd, de vakantieganger              | onbekend            | Tommie Christiaan                                       | 139               | 2       | 2014      |
| Neanderthaler                         | Danny Moens         | Geen spreekstem! Enkel diverse grom- en kreungeluiden . | 147-174           | 2       | 2014      |
| Stamhoofd/medicijnman neanderthalers  | onbekend            | Simon Zwiers                                            | 152-174           | 2       | 2014      |
| Bouwvakker van Mr. Lepton             | onbekend            | Rowin Schumm                                            | 157-160           | 2       | 2014      |
| Julius Caesar                         | Anderson Farah      | Ad Knippels                                             | 168-176           | 2       | 2014      |
| Napoleon Bonaparte                    | Armin Moeschler     | Thijs van Aken                                          | 168-176           | 2       | 2014      |
| Lodewijk XIV van Frankrijk            | Dimi Tarantino      | Mark Haayema                                            | 168-176           | 2       | 2014      |
| Albert Einstein                       | Manfred Böll        | Lucas Dietens                                           | 168-176           | 2       | 2014      |
| Journalist                            | onbekend            | Joey Schalker                                           | 168-169           | 2       | 2014      |
| Isabella Leopold                      | Susanne Richter     | Marjolein Algera                                        | 169-176           | 2       | 2014      |
| Handlanger van Mr. Lepton             | onbekend            | Filip Bolluyt                                           | 174               | 2       | 2014      |
| Politiecommissaris                    | onbekend            | Joost Claes                                             | 176               | 2       | 2014      |

## Dvd's
- Hotel 13: Seizoen 1, Deel 1 - aflevering 1 t/m 40
- Hotel 13: Seizoen 1, Deel 2 - aflevering 41 t/m 80
- Hotel 13: Seizoen 1, Deel 3 - aflevering 81 t/m 120
- Hotel 13: Rock 'n' Roll highschool - televisiefilm
- Hotel 13: Seizoen 2, Deel 1 - aflevering 121 t/m 148
- Hotel 13: Seizoen 2, Deel 2 - aflevering 149 t/m 176

## Boeken
Verschenen in het Nederlands
- Hotel 13 - Seizoen 1, deel 1: Het mysterie van kamer 13
- Hotel 13 - Seizoen 1, deel 2: Reis naar het verleden
- Hotel 13 - Seizoen 1, deel 3: Race tegen de tijd
- Hotel 13 - Verzamelbox - Deel 1, 2 en 3 + Speciale fankaart
- Hotel 13 - Rock 'n' Roll highschool
- Hotel 13 - Deel 4: De ontknoping

Verschenen in het Duits
- Hotel 13 - Staffel 1, Teil 1: Das Abenteur beginnt
- Hotel 13 - Staffel 1, Teil 2: Das Rätsel der Zeitmachine
- Hotel 13 - Staffel 1, Teil 3: Wettlauf gegen die Zeit
- Hotel 13 - Staffelsbox - Teil 1, 2 und 3 + Fancard
- Hotel 13 - Rock 'n' Roll highschool

## Opnamelocaties
- De opnames vonden plaats in Koksijde en Oostduinkerke en op het Sint André Strand in Koksijde.[1] Ook vonden er opnames plaats bij Yachtclub SYCOD in Oostduinkerke. Villa Ravensteen in de gemeente Koksijde (in het dorp Sint-Idesbald) werd voor de buitenscènes van het hotel gebruikt. De binnenopnames vonden plaats in de studio.[2]
- De scène waarin Tom en zijn moeder acht jaar later met de auto op weg zijn naar Hotel 13 en de scène waarin Anna met Liv belt en haar koffer wegrolt in aflevering 1 van seizoen 1 werden opgenomen in het natuurgebied Doornpanne op de Guldenzandstraat in Oostduinkerke.
- De scène waarin Tom en Anna het hotel zien liggen en bij Hotel 13 zijn aangekomen in aflevering 1 van seizoen 1 werd opgenomen op de Mooi Verblijflaan in Koksijde. In werkelijkheid staat er geen hotel; dat is later met de computer geanimeerd. Wel zijn de huizen op de achtergrond te zien wat herkenbaar is als locatie.
- De scène waarin Tom en Anna in de stad kleren moeten kopen voor Victoria en een auto in een plas rijdt waardoor Anna helemaal nat wordt in aflevering 4 van seizoen 1 werd opgenomen op de Zeedijk van Oostduinkerke-Bad (Koksijde).
- De scènes in het fictieve dorpje Maltum in aflevering 43 en 44 van seizoen 1 zijn opgenomen bij villa Zonnezoen in het dorpje Booitshoeke in de gemeente Veurne.[3] De opnames op die locatie vonden plaats in juli 2012. De crew heeft een oude stationsklok, terrasstoelen en een krantenrek neergezet om een oud dorpsmarktje na te bootsen. In werkelijkheid is er geen terras van een restaurant met een krantenwinkeltje en een oude stationsklok. In de twee afleveringen is op de achtergrond een kerkhofje te zien van de Sint-Audomaruskerk.
- De scène met Tom en de zwerver in aflevering 67 van seizoen 1 werd opgenomen op de Zeedijk in Nieuwpoort-Bad.
- Café Albatros in aflevering 67 van seizoen 1 is in werkelijkheid restaurant Be Burger in Zaventem. Ook de nachtscène in die aflevering waarin Tom op zoek gaat naar Café Albatros werd vlak bij deze locatie opgenomen, bij een beekje in de Woluwestraat in Zaventem.
- De scène met de koets met Robert Leopold en Anna en de scène met Ruth en mevrouw Hennings zijn op de Infirmeriestraat op de Begijnhof in Diest opgenomen.
- De opnames op de begraafplaats en van het grafmonument werden op de Begraafplaats Abdij van Vlierbeek gemaakt.
- De buitenopnames van het ziekenhuis in 1927 (in werkelijkheid: Nieuwe abtskwartier) en de scène met de notaris in aflevering 76 van seizoen 1 werden rondom de Abdij van Vlierbeek in Leuven opgenomen. De binnenopnames van het ziekenhuis in 1927 vonden plaats bij het HistarUZ, het museum van de medische geschiedenis van de KU Leuven.
- Het sterrenrestaurant met Serena, Victoria en Jack in aflevering 74 van seizoen 1 is in werkelijkheid Brasserie De Krone in Nieuwpoort.
- Het wellnesshotel waar Victoria en haar moeder in aflevering 77 van seizoen 1 verblijven, is in werkelijkheid wellness en sauna Obassin in Zaventem.
- De locatie van bibliotheek Gulliver is in de serie Marktplein 9 in 1927. In werkelijkheid werd er opgenomen op de Kleine Kraaiwijk 10 in Antwerpen en is het geen bibliotheek, maar zat er ten tijde van de opnames een steengrillrestaurant (Mie Katoen Steengrill).
- De locatie van de bioscoop is de stadsbioscoop Cinema Cartoon's in Antwerpen.
- De scène waarin Mr. X Anna achtervolgt in aflevering 92 van seizoen 1 werd op de Nosestraat in Antwerpen opgenomen.
- De locatie van de bowlingbaan is Northsea Bowling Oostduinkerke.
- De scènes in het hotelzwembad in seizoen 2 werden opgenomen in hotel Crowne Plaza Antwerpen in Antwerpen.
- De scènes met de geheime tunnel met Tom, de lange gangen, en het meertje op de achtergrond als Jack en Victoria samen een date hebben maar verstoord worden door Zoë werden opgenomen in en rondom Fort 5 in Edegem.
- De grot met de neanderthalers bevindt zich bij de Grotten van Goyet in Gesves, (Wallonië).

### Galerij

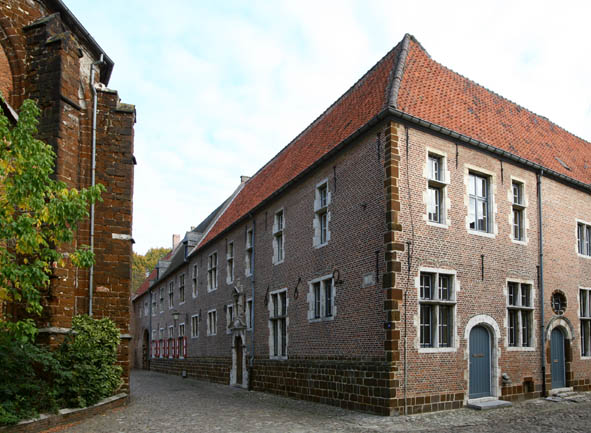
De plek waar Anna en Robert Leopold in 1927 door de paardenkoets zijn verongelukt. Infirmeriestraat in Diest
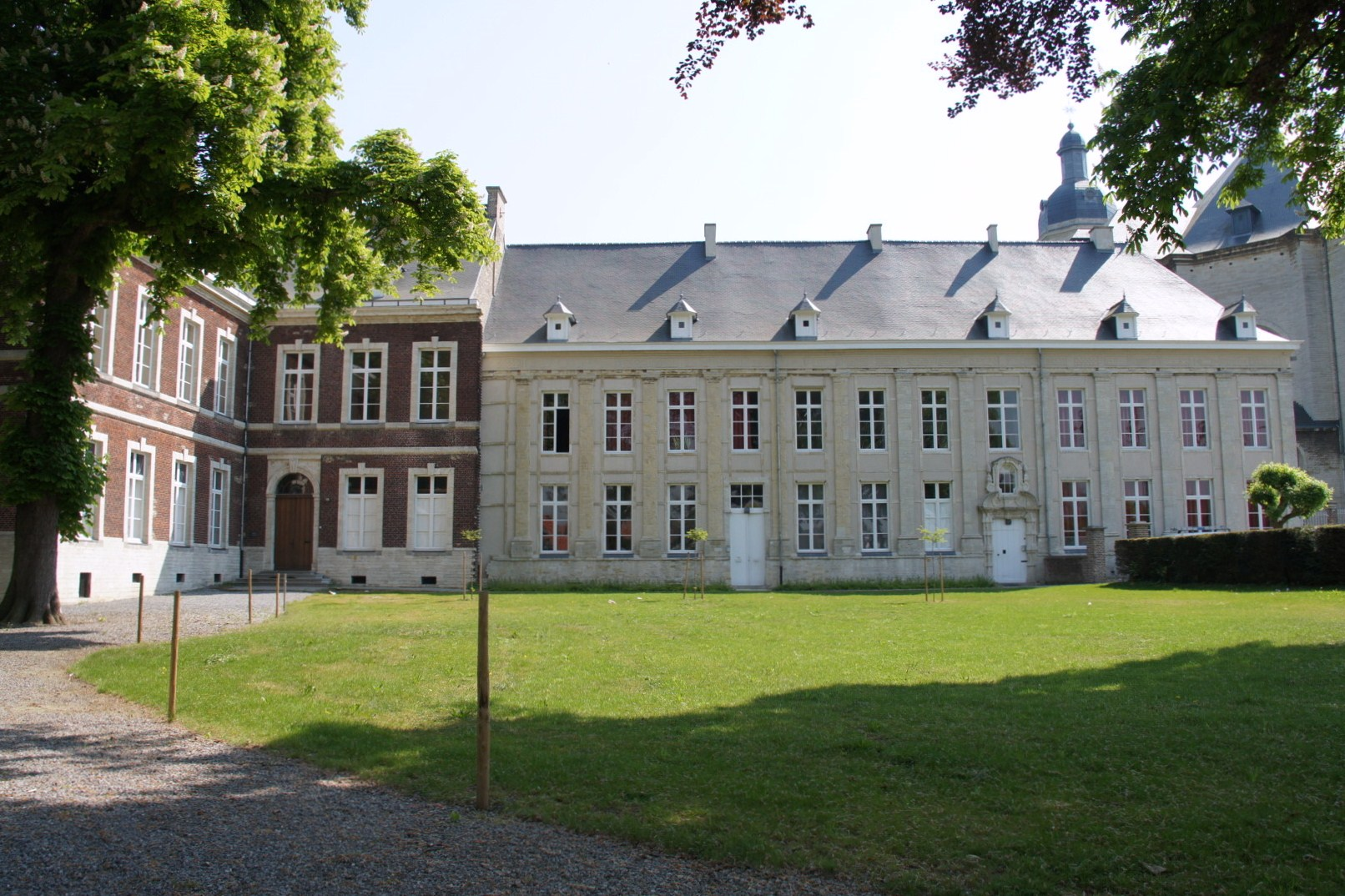
Het ziekenhuis uit 1927. Abdij van Vlierbeek - Nieuwe abtskwartier in Leuven
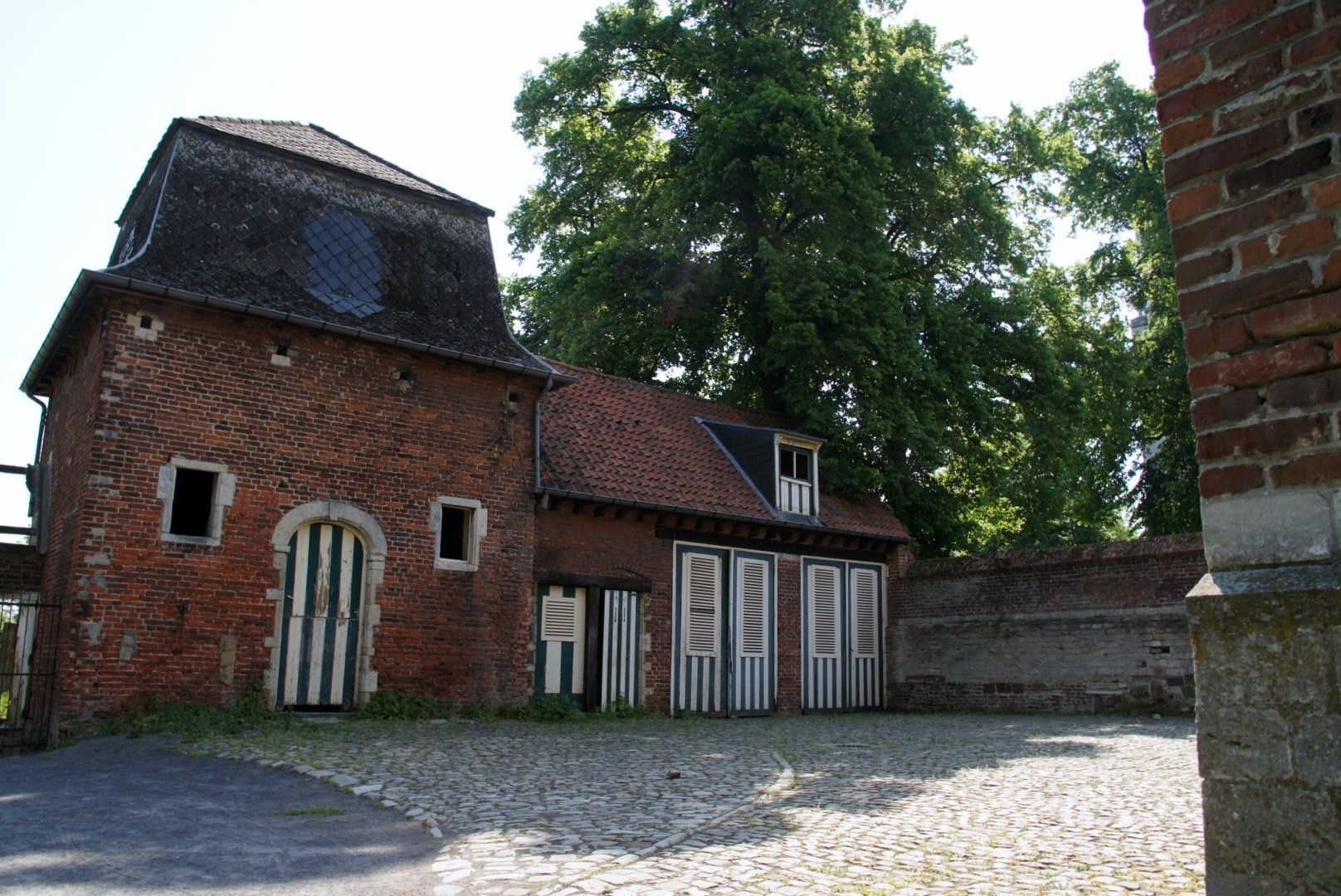
De paardenstal van de man met de zwarte ogen uit 1927. Abdij van Vlierbeek - paardenstal in Leuven
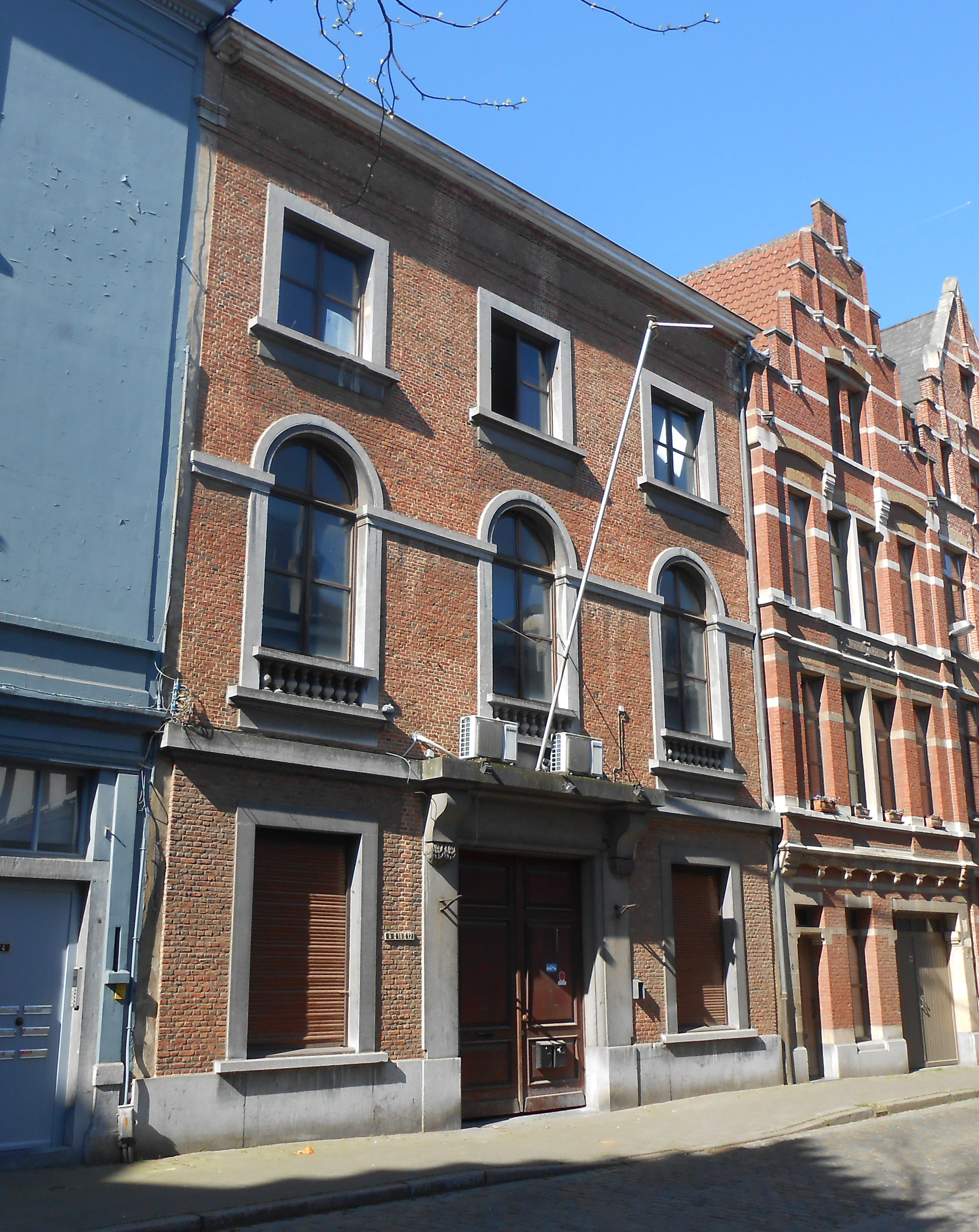
Bibliotheek Gulliver op Marktplein 9 in 1927. Kleine Kraaiwijk 10, Antwerpen
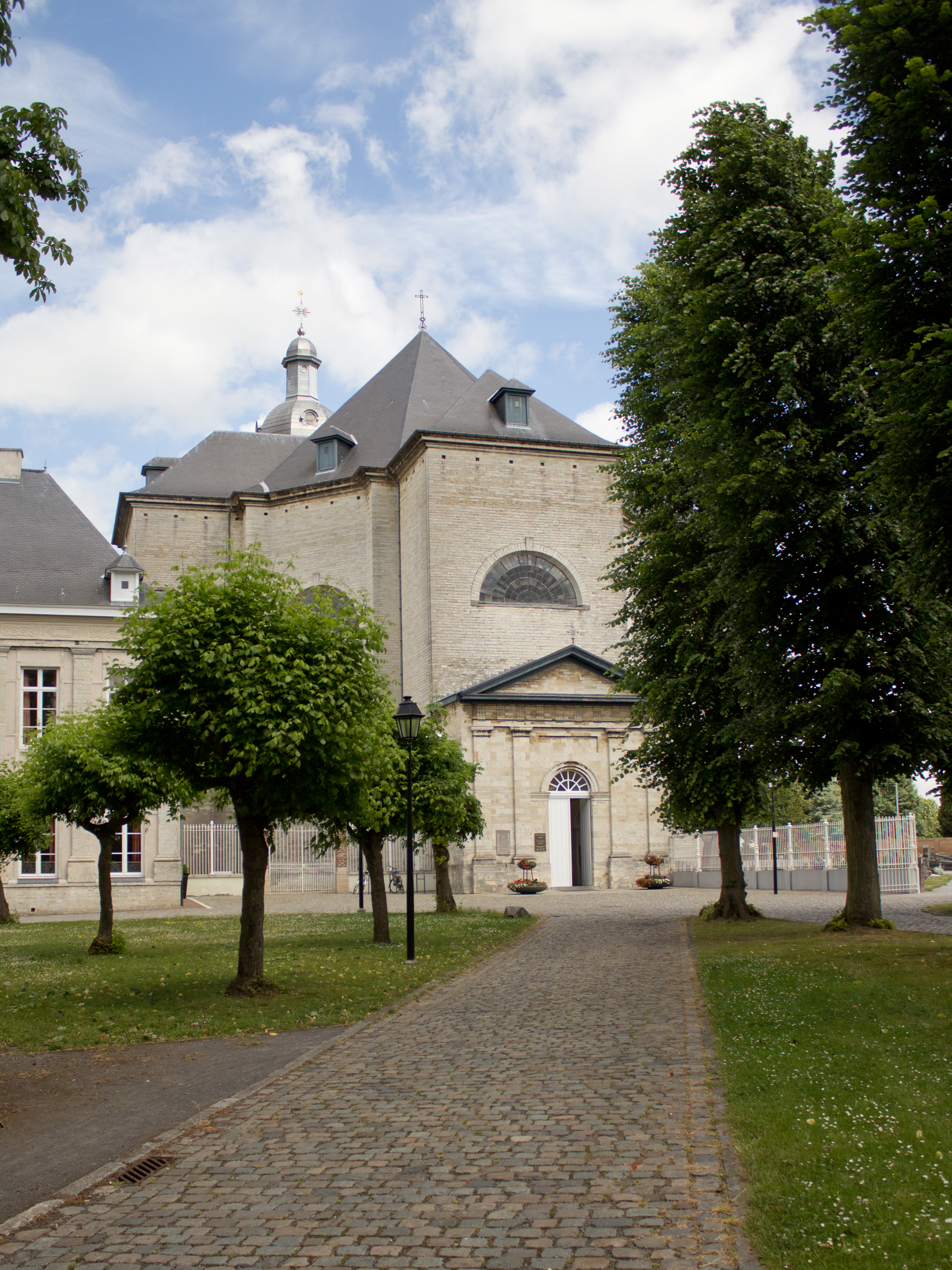
Locatie waar Tom en mevrouw Hennings naar de begraafplaats gaan in aflevering 99 van seizoen 1. Abdij van Vlierbeek, exterieur van de kerk. Abdij Vlierbeek in Leuven

## Trivia
- De titelsong wordt in het Duits gezongen door Patrick Baehr. In het Nederlands wordt de titelsong gezongen door Charly Luske.
- De Nederlandse nasynchronisatie werd verzorgd door Wim Pel Productions.
- Voor een gedeelte is de achtergrondmuziek geschreven door Johan Vanden Eede en een ander gedeelte heeft Studio 100 de achtergrondmuziek aangekocht.
- Op 2 april 2012 werd in Schelle het startschot gegeven voor de opnames van Hotel 13 voor het eerste seizoen.[4]
- Componist Maurice Ravel is een personage in Hotel 13. In de serie komt hij voor in 1927, het jaar waarin hij 52 jaar oud is.
- In aflevering 38 van seizoen 1 is de Vuurtoren van Nieuwpoort op de achtergrond te zien als Robert Leopold en Winston von Burghart samen met elkaar praten.
- De oldtimers die gebruikt werden voor de serie zijn van Car Casting van de Nederlander, Jan Wijnakker.
- De opnames van de Hotel 13-film (Hotel 13 Rock 'n' Roll highschool) begonnen op 17 juni 2013 en werd geregisseerd door, Jorkos Damen.[5]
- Voor de Hotel 13-film (Hotel 13 Rock 'n' Roll Highschool) werd er opnames gemaakt op de 's Herenbaan in Rumst (Reet) en op de Cyriel Buyssestraat in Antwerpen en op het H. Pius X-instituut dat gebruikt werd als decor voor de school in de film.
- Aan het eind van de Hotel 13-film (Hotel 13 Rock 'n' Roll highschool) was een cliffhanger te zien voor het tweede seizoen.
- In augustus 2013 begonnen de opnames voor het tweede seizoen van Hotel 13
- Aan het begin van aflevering 121 van het tweede seizoen is Julia Schäfle die Liv Sonntag speelde in een flashback te zien die na de film, op 10 november 2013 werd uitgezonden op Nickelodeon. Schäfle is dan te zien in de cliffhanger van het tweede seizoen, maar ze speelde niet meer mee in het tweede seizoen. De rol die Schäfle speelde als Liv Sonntag werd overgenomen door Sarah Thonig.
- In het eerste seizoen speelde Gerrit Klein, Jack Leopold. In het tweede seizoen deed Lion Wasczyk dat.
- Diverse Nederlandse/Vlaamse acteurs hebben meegespeeld in de Duitse serie. Opmerkelijk is dat sommige nagesynchroniseerde stemmen door een andere stemacteur is overgenomen.